# Absolute Dance opus 25
Absolute Dance opus 25, kompilation i serien Absolute Dance udgivet i 1999.

## Spor
| 1  | Hampenberg                                | Last Night (Radio Edit)                     |
| 2  | Ann Lee                                   | 2 Times (Original Edit Mix)                 |
| 3  | Miranda (5)                               | Vamos A La Playa (Video Edit)               |
| 4  | Phats & Small                             | Turn Around (Radio Edit)                    |
| 5  | Eiffel 65                                 | Blue (Da Ba Dee) (Ice Pop Radio Edit)       |
| 6  | Cargo                                     | La La (Legal Alien) (Killer Radio Mix)      |
| 7  | The Chemical Brothers                     | Hey Boy Hey Girl                            |
| 8  | DJ Sakin & Friends                        | Dragonfly (Airplay Mix)                     |
| 9  | Nagano All Stars                          | Push It To The Limit (Radio Mix)            |
| 10 | Zoom (2)                                  | I Can't Help Myself (Radio Zoom Mix)        |
| 11 | A Very Good Friend Of Mine Feat. Joy (16) | Just Round (Radio Edit)Featuring – Joy (16) |
| 12 | QConnection*                              | Java (All Da Ladies Come Around)            |
| 13 | Infernal                                  | Disc Jockey Polka (Short Polka)             |
| 14 | 666                                       | Bomba! (Radio Version)                      |
| 15 | Mo-Do                                     | Eins, Zwei, Polizei (Happy Radio Edit)      |
| 16 | Eyes Cream                                | Fly Away (Bye Bye) (Radio Oooooooh Edit)    |
| 17 | Kayle                                     | A Little Sumthin' Sumthin'                  |
| 18 | Tone Loc Meets ZZ-Bros.                   | Funky Cold Medina (Y2K Radio Mix)           |
| 19 | Ray Krebbs                                | Fuck That (Radio Edit)                      |